# خوزه ویرا کوتو د ماگالهاس
خوزه ویرا کوتو د ماگالهاس (انگلیسی: José Vieira Couto de Magalhães; ۱ نوامبر ۱۸۳۷ – ۱۴ سپتامبر ۱۸۹۸) سیاستمدار، پرسنل نظامی، نویسنده، فرهنگ عامه‌شناس و وکیل اهل برزیل بود.